# 陈凯 (1970年)
陈凯（1970年—），汉族，中华人民共和国政治人物、第十一届全国政协委员。
加入中国共产党，担任共青团上海市委副书记。2008年，当选第十一届全国政协委员，代表中国共产主义青年团，分入第十六组。現任東方財富副董事長。